# Rosalba malleri
Rosalba malleri là một loài bọ cánh cứng trong họ Cerambycidae.